# Metius (cràter)
Metius és un cràter d'impacte situat a les terres altes escarpadas al sud-est de la cara visible de la Lluna. Sobre la seva vora sud-oest es troba vinculat amb el cràter Fabricius. A certa distància a l'oest-nord-oest es troba el cràter Brenner molt erosionat. Una mica més llunyà cap al nord-est s'hi troba el cràter Rheita i el llarg canó de la Vallis Rheita.

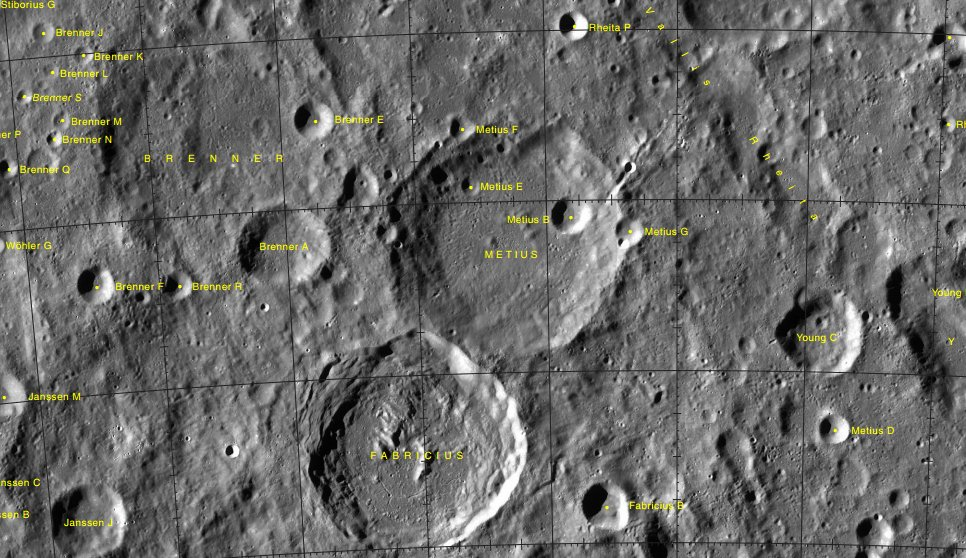
Localització de Metius

La vora de Metius no avança en forma prominent sobre el seu entorn i posseeix un vorell molt petit. Uns pocs cràters petits afecten la seva paret externa, però en general posseeix una aparença llisa que es troba gairebé absent de terrasses. El fons és relativament pla amb pics centrals baixos. El cràter més prominent en el fons és Metius B, situat prop de la vora nord-est.
L'epònim d'aquest cràter és el geòmetra i astrònom holandès Adriaan Adriaanszoon, a qui se'l coneixia com a Metius.

## Cràters satèl·lit

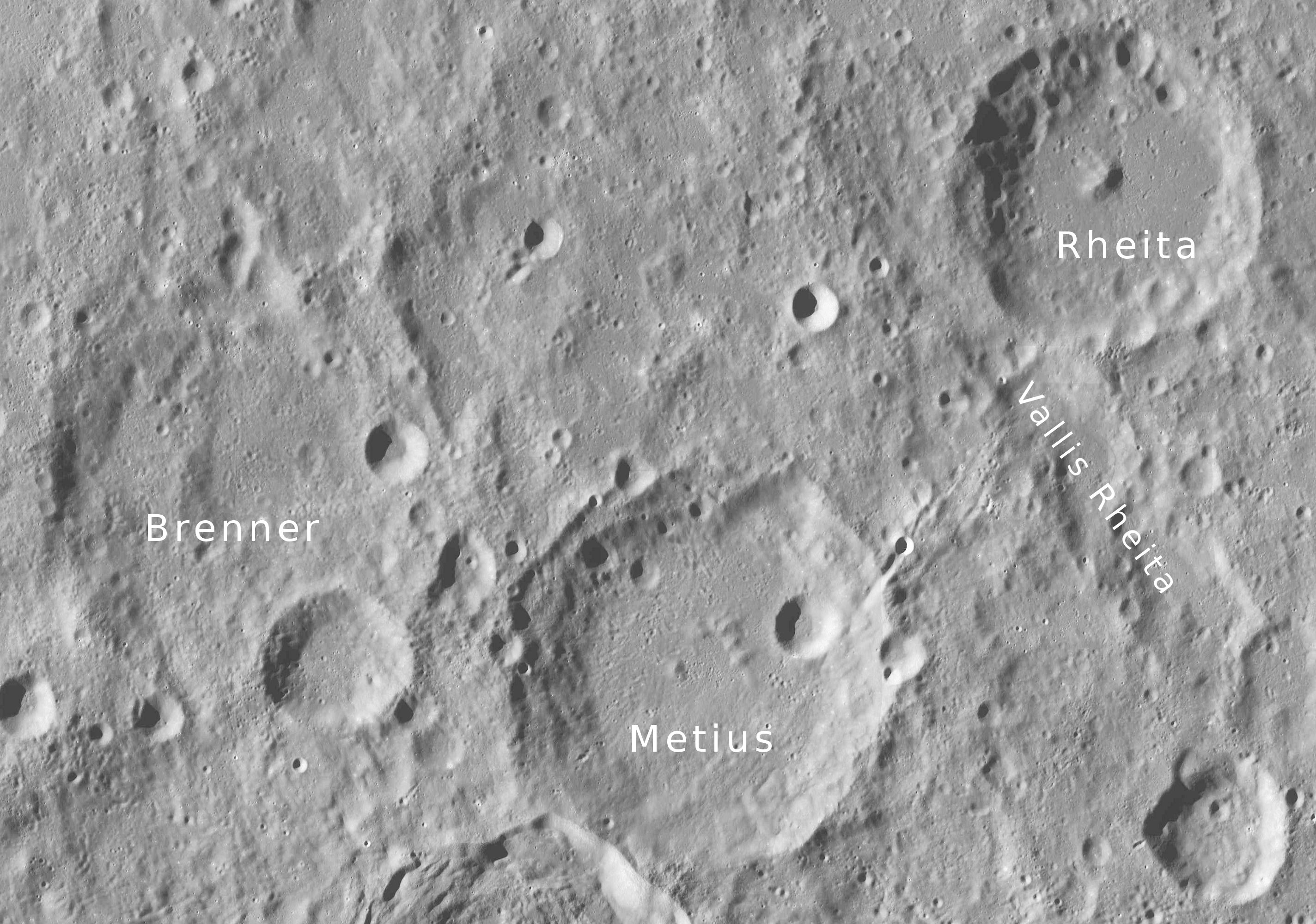
Entorn de Metius. Fotografia de la missió LRO

Per convenció aquests elements són identificats en els mapes lunars posant la lletra en el costat del punt central del cràter que està més proper a Metius.
|        | \| Metius \| Coordenades \| Diàmetre \| \| ------ \| ------------------------------------ \| -------- \| \| B \| 40° 06′ S, 44° 18′ E / 40.1°S,44.3°E \| 14 km \| \| C \| 44° 12′ S, 49° 06′ E / 44.2°S,49.1°E \| 11 km \| \| D \| 42° 36′ S, 48° 24′ E / 42.6°S,48.4°E \| 11 km \| \| E \| 39° 42′ S, 42° 48′ E / 39.7°S,42.8°E \| 6 km \| \| F \| 39° 06′ S, 42° 54′ E / 39.1°S,42.9°E \| 8 km \| \| G \| 40° 18′ S, 45° 18′ E / 40.3°S,45.3°E \| 9 km \| |          |
| Metius | Coordenades | Diàmetre |
| B      | 40° 06′ S, 44° 18′ E / 40.1°S,44.3°E | 14 km    |
| C      | 44° 12′ S, 49° 06′ E / 44.2°S,49.1°E | 11 km    |
| D      | 42° 36′ S, 48° 24′ E / 42.6°S,48.4°E | 11 km    |
| E      | 39° 42′ S, 42° 48′ E / 39.7°S,42.8°E | 6 km     |
| F      | 39° 06′ S, 42° 54′ E / 39.1°S,42.9°E | 8 km     |
| G      | 40° 18′ S, 45° 18′ E / 40.3°S,45.3°E | 9 km     |